# لي غينز
لي غينز (بالإنجليزية: Lee Gaines)‏ هو مغني وكاتب أغاني وشاعر أمريكي، ولد في 1915 في هيوستن في الولايات المتحدة، وتوفي في 1997.

## روابط خارجية
- لي غينز على موقع IMDb (الإنجليزية)
- لي غينز على موقع قاعدة بيانات برودواي على الإنترنت (الإنجليزية)
- لي غينز على موقع ديسكوغز (الإنجليزية)